# العلاقات الإماراتية الأمريكية
العلاقات الإماراتية الأمريكية هي العلاقات الثنائية التي تجمع بين الإمارات العربية المتحدة والولايات المتحدة.

## مقارنة بين البلدين
هذه مقارنة عامة ومرجعية للدولتين:
| وجه المقارنة                                              | الإمارات العربية المتحدة | الولايات المتحدة                                                                                                  |
| --------------------------------------------------------- | ------------------------ | --- |
| المساحة (كم2)                                             | 83.60 ألف                | 9.83 مليون |
| عدد السكان (نسمة)                                         | 9.40 مليون               | 311.58 مليون |
| الكثافة السكانية (ن./كم²)                                 | 112.44                   | 31.7 |
| العاصمة                                                   | أبو ظبي                  | واشنطن العاصمة |
| اللغة الرسمية                                             | اللغة العربية            | لغة إنجليزية |
| العملة                                                    | درهم إماراتي             | دولار أمريكي |
| الناتج المحلي الإجمالي (بليون دولار)                      | 382.58 مليار             | 19.39 تريليون |
| الناتج المحلي الإجمالي (تعادل القوة الشرائية) بليون دولار | 640.72 مليار             | 18.04 تريليون |
| الناتج المحلي الإجمالي الاسمي للفرد دولار أمريكي          | 40.44 ألف                | 56.12 ألف |
| الناتج المحلي الإجمالي للفرد دولار أمريكي                 | 67.67 ألف                | 54.63 ألف |
| مؤشر التنمية البشرية                                      | 0.835                    | 0.920 |
| رمز المكالمات الدولي                                      | +971                     | +1 |
| رمز الإنترنت                                              | .ae، .امارات             | .us، حكومة، .mil، Edu.                                                                                            |
| المنطقة الزمنية                                           | ت ع م+04:00              | توقيت ساموا الأمريكية، توقيت أطلنطي موحد، منطقة زمنية وسطى، توقيت ألاسكا ‏، المنطقة الزمنية الجبلية، توقيت تشامرو ‏ |

## مدن متوأمة
في ما يلي قائمة باتفاقيات التوأمة بين مدن إماراتية وأمريكية:
- ترتبط إمارة دبي مع ديترويت باتفاقية توأمة.
- ترتبط دبي مع لوس أنجلوس باتفاقية توأمة منذ 2005.[17][17][17][17]
- ترتبط أبو ظبي مع هيوستن باتفاقية توأمة منذ 26 أكتوبر 2002.[18]

## علاقات دبلوماسية
الولايات المتحدة هي الدولة الثالثة التي تقيم علاقات دبلوماسية رسمية مع دولة الإمارات العربية المتحدة ولديها سفير مقيم في الإمارات العربية المتحدة منذ عام 1974. يتمتع البلدان بعلاقات ودية مع بعضهما البعض وأقاما علاقات قوية بين الحكومتين بما في ذلك علاقات وثيقة. التعاون الأمني. زادت جودة العلاقات بين الولايات المتحدة والإمارات بشكل كبير نتيجة حملة التحالف بقيادة الولايات المتحدة لإنهاء الاحتلال العراقي للكويت. تستضيف موانئ الإمارات عددًا من السفن البحرية الأمريكية أكثر من أي ميناء خارج الولايات المتحدة.
في الانتخابات الرئاسية الأمريكية لعام 2016 ، اتهمت وزارة العدل الأمريكية جورج نادر بتقديم 3.5 مليون دولار في شكل تبرعات غير مشروعة في الحملة الانتخابية لهيلاري كلينتون قبل الانتخابات ودونالد ترامب بعد فوزه في الانتخابات. وفقًا لصحيفة نيويورك تايمز، كانت هذه محاولة من قبل حكومة الإمارات العربية المتحدة للتأثير على الانتخابات.
يقود سفارة دولة الإمارات العربية المتحدة في واشنطن العاصمة السفير يوسف العتيبة، الذي قدم أوراق اعتماده في يوليو 2008.
في ديسمبر 2018 ، أعادت الإمارات فتح سفارتها في دمشق لإعادة العلاقات مع حكومة الرئيس السوري بشار الأسد - وهي خطوة اتخذتها الإمارات ضد رغبات الولايات المتحدة. في كانون الثاني (يناير) 2019 ، استضافت الإمارات وفداً تجارياً سورياً بقيادة رجل أعمال كان مدرجاً على قائمة عقوبات وزارة الخزانة الأمريكية منذ 2011.
في إدارة بايدن ‘ ألقت السلطات القبض على المستشار السابق لدونالد ترامب، توماس جي باراك جونيور لدوره كجماعة ضغط أجنبية لدولة الإمارات العربية المتحدة، مما سمح لدولة أجنبية بالتدخل في حملة الانتخابات الرئاسية الأمريكية لعام 2016. وإضافة إلي ذلك ‘ اتُهم باراك أيضًا بعرقلة العدالة من خلال الإدلاء بأقوال كاذبة للمحققين., في أكتوبر 2022 ، في مقابلة مع محقق في وزارة الخارجية ، تم إجراؤها لتحديد ما إذا كان باراك سيشكل تهديدًا للأمن القومي أم لا كسفير ، فشل في تقديم أسماء الإماراتيين الأربعة ، الذين نيابة عن الإمارات العربية المتحدة. كلفت الحكومة باراك بالتأثير على حملة ترامب. لم يذكر باراك سوى أسماء الوليد بن طلال آل سعود وناتشو فيغيراس وروبرتو هيرنانديز راميريز. كما حاكمت وزارة العدل بعض الرجال بتهمة تحويل أكثر من 3.5 مليون دولار إلى هيلاري كلينتون من جورج نادر، المستشار الملكي لدولة الإمارات العربية المتحدة. لكن بينما اتهم المدعون الفيدراليون الإمارات بالتدخل في السياسة الأمريكية من الجانبين، لم تشهد العلاقات مع الأمة العربية خلال رئاسة بايدن الكثير من التغييرات المتوقعة. في الواقع، شوهدت الإمارات تهرب من تاريخها المليء بالأخطاء في العلاقات مع الولايات المتحدة، على الرغم من انتقادات بايدن المتكررة لانتهاكات الإمارات لحقوق الإنسان ومحاولاتها التسلل إلى السياسة الأمريكية. علاوة على ذلك، سمحت إدارة بايدن أيضًا بمبيعات أسلحة بقيمة 23 مليار دولار إلى الإمارات العربية المتحدة، والتي بدأها دونالد ترامب وتضمنت نقل أسلحة متطورة مثل الطائرات المقاتلة إف-35.
حلل تقرير أصدر في سبتمبر 2021 أنه كيف تكافحت الإمارات العربية المتحدة بين الحفاظ على علاقاتها مع كل من الولايات المتحدة والصين. بينما كان لواشنطن موقف متشدد تجاه بكين، أدت العلاقات الإماراتية المتزايدة مع الصين إلى توتر العلاقات مع أمريكا. في ضوء ذلك، أثارت الدولة الغربية مخاوف من أن الإمارات تحذر من التهديد الأمني الذي تمتلكه التقنيات الصينية مثل شبكة اتصالات هواي 5 جي . لكن دافعت دول الخليج مثل الإمارات والسعودية عن قرارها باختيار التكنولوجيا الصينية على الأمريكية، قائلة إنها أرخص بكثير وليس لها شروط سياسية.
استولى المدعون الفيدراليون في ديترويت، الولايات المتحدة، على ما يقارب من 12 مليون دولار نقداً في أكتوبر 2021 ، والتي يُزعم أنها كانت جزءًا من عملية غسيل أموال كبيرة بين الولايات المتحدة والإمارات العربية المتحدة. وفقًا لشكوى المصادرة التي تم فتحها في محكمة ديترويت الفيدرالية، استخدمت عملية غسيل الأموال "The Shadow Exchange" لشراء مركبات مدرعة لتهريب المخدرات غير المشروع في ميتشيغان. كما أن غالبية الشركات الوهمية المذكورة في العملية تقع في دبي، الإمارات العربية المتحدة. استخدمت الشركات فواتير مزورة وأساليب أخرى كاذبة لإخفاء مصدر غسيل الأموال المرسلة إلى البنوك، بما في ذلك بعض البنوك الأمريكية الكبرى عبر التحويلات البرقية بالعشرات. يعد تنفيذ تحويل الأموال غير المرخص به انتهاكًا للقانون الفيدرالي.
في تشرين الثاني (نوفمبر) 2021 ، وجهت الولايات المتحدة تحذيرًا إلى الإمارات العربية المتحدة، حيث حذرت الحكومة الإماراتية من وجود عسكري صيني في بلادها يمكن أن يعيق العلاقات. وجدت المخابرات الأمريكية أن الصين كانت تبني سرا منشأة عسكرية في ميناء في أبو ظبي. بعد عدة اجتماعات وزيارات أمريكية قام بها المسؤولون الأمريكيون، توقف بناء الموقع. على الرغم من ذلك، قال المسؤولون الأمريكيون إن الوجود الصيني المكثف في الإمارات العربية المتحدة يمكن أن يعرض للخطر صفقة بقيمة 23 مليار دولار لطائرات مقاتلة من طراز F-35 وطائرات ريبر بدون طيار وذخائر متطورة أخرى. بحلول ديسمبر ، علقت الإمارات المناقشات بشأن صفقة الأسلحة مع واشنطن. جاء قرار الإمارات بعد أن أثارت الولايات المتحدة مخاوف بشأن علاقات الإمارات مع الصين وطالبت الأمة العربية بإلغاء صفقة شبكة اتصالات 5G مع هواوي. بعد شهرين ، ابتعدت الإمارات عن الولايات المتحدة وانخرطت في محادثات مع الصين بشأن المعدات العسكرية ، بما في ذلك طائرات L-15. في عام 2017 ، حصلت الإمارات أيضًا على طائرات Wing Loong II بدون طيار من الصين ، لكن لم يتم الكشف عن الأرقام.
شركتان إماراتيان تمت تسميتهما في شكوى جنائية لانتهاك قانون سلطات الطوارئ الاقتصادية الدولية ارتكبها مواطن مزدوج الجنسية إيران – الولايات المتحدة الأمريكية كامبيز اتار كاشاني. تم رفع الشكوى الجنائية ضد كاشاني في المحكمة الفدرالية لمدينة بروكلين بسبب التآمر لتصدير السلع والخدمات والتكنولوجيا الأمريكية بشكل غير قانوني إلى الشعب الإيراني والحكومة الإيرانية بالتعاون مع شركتين كواجهة مقرهم الإمارات العربية المتحدة. يُزعم أن المدعى عليه استخدم الشركتين الواجهة في دبي من أجل شراء سلع من أكثر من شركة تكنولوجيا أمريكية. وبحسب ما ورد نفذ كاشاني مخطط عملية النقل غير القانوني من خلال واجهة الشركات الإماراتية في فبراير 2019 وحتى يونيو 2021. أخفى المدعى عليه الرئيسي، كاشاني، والمتآمرين معه عمداً من الشركات الأمريكية المصدر أن المنتجات والخدمات ستُرسل إلى إيران، من خلال تصوير احتيالي أن المستخدمين النهائيين سيكونون شركات الواجهة الإماراتية المذكورة.
فرضت الولايات المتحدة عقوبات على شركة مقرها الإمارات العربية المتحدة إلى جانب العديد من الشركات الآسيوية للمساعدة في التجارة غير المشروعة بملايين الدولارات من النفط الإيراني إلى شرق آسيا. تم فرض عقوبات على الشركة الإماراتية المعنية، وهي شركة بلو كاكتوس لتجارة المعدات الثقيلة وقطع غيار الآلات، من قبل مكتب مراقبة الأصول الأجنبية التابع لوزارة الخزانة الأمريكية في 1 أغسطس 2022 لمساعدتها في تجارة البترول نيابة عن شركة إيرانية، بالصدفة قبل أسبوع من اجتماعات أوبك +. لم تعلق وزارة الخزانة على ما إذا كانت العقوبات محتملة بما يكفي للتأثير على حاجة الولايات المتحدة للحصول على زيادة إنتاج النفط من الإمارات العربية المتحدة. استخدمت إدارة الرئيس الأمريكي جو بايدن أمرًا تنفيذيًا في أغسطس 2018 كسلطة لفرض العقوبات. تم التوقيع على الأمر التنفيذي من قبل دونالد ترامب.
لدولة الإمارات العربية المتحدة تاريخ طويل في الضغط على الحكومة والسياسيين في الغرب بسبب تضارب المصالح فيما يتعلق ببناء النفوذ واستخدامه للتأثير على السياسة الخارجية للدولة. في نوفمبر 2022 ، اتُهمت بتوظيف شركات العلاقات العامة والضغط من أجل الترويج للسياسيين في الولايات المتحدة بشأن اختيارها لاستضافة مؤتمر المناخ COP28. كانت المشكلة أن الترويج بدأ حتى قبل أن تستضيف مصر حدث المناخ COP27 في عام 2022. تم التعاقد مع فليشمان هيلارد لتأليف الرسائل التي تقترح فكرة حضور الوزراء الإماراتيين المؤتمرات والفعاليات واستخدام عبارة "الإمارات العربية المتحدة تستضيف الدورة الثامنة والعشرين لمؤتمر الأطراف العام المقبل". حيث تم التعاقد مع Akin Gump Strauss Hauer & Feld للتواصل مع السياسيين الأمريكيين بشكل خاص لدفع السياسات البيئية أو تفضيل الوقود الأحفوري بالإضافة إلى إبلاغهم باستضافة دولة الإمارات العربية المتحدة COP28. حتى أن الدولة الخليجية أعلنت عن نيتها في تحقيق صافي انبعاثات صفرية بحلول عام 2050 ، على الرغم من أن 30٪ من ناتجها المحلي الإجمالي يعتمد على النفط والغاز بشكل مباشر ، بينما تعتمد النسبة المتبقية على الصناعة التي تعتمد على استهلاك الطاقة الثقيل.
كشف تقرير صادر عن معهد كوينسي للحكم الرشيد عن جهود الضغط التي تبذلها الإمارات في الولايات المتحدة ، والتي تهدف إلى الفوز بعقود عتاد عسكري متقدم تبلغ قيمتها عشرات المليارات من الدولارات. قامت مجموعة من جماعات الضغط المتمركزة في الولايات المتحدة بمساعدة الإمارات على ممارسة نفوذها في الولايات المتحدة. وشمل ذلك 25 منظمة مسجلة بموجب قانون تسجيل الوكلاء الأجانب للعمل نيابة عن الإمارات ، بين عامي 2020 و 2021. هناك شركات أجرت ما يقرب من 10765 جهة اتصال لعملائها الإماراتيين ، والتي دفعت أكثر من 64 مليون دولار لهذه المنظمات.,
في 20 سبتمبر 2024، أرسل خمسة مشرعين، من بينهم براميلا جايابال، وباربرا لي، وإلهان عمر، ودانييل كيلدي، وسارة جاكوبس، رسالة إلى البيت الأبيض ودعوا إدارة بايدن إلى إثارة المخاوف مع الإمارات العربية المتحدة بشأن تورطها في الصراع السوداني. وأشاد المشرعون بجهود الرئيس جو بايدن الرامية إلى إنهاء الحرب، لكنهم ذكروا أن الإجراءات الإماراتية قد تؤثر على تلك الجهود. جاءت الرسالة قبل زيارة رئيس الإمارات العربية المتحدة محمد بن زايد إلى الولايات المتحدة في 23 سبتمبر. وفي أول لقاء على الإطلاق لرئيس إماراتي في البيت الأبيض، التقى محمد بن زايد بايدن ونائبة الرئيس كامالا هاريس بشكل منفصل، وناقشا القرارات الثنائية المستقبلية.

## منظمات دولية مشتركة
يشترك البلدان في عضوية مجموعة من المنظمات الدولية، منها:
| علم المنظمة | اسم المنظمة                               | تاريخ انضمام الإمارات العربية المتحدة | تاريخ انضمام الولايات المتحدة |
| ----------- | ----------------------------------------- | ------------------------------------- | ----------------------------- |
|             | وكالة ضمان الاستثمار متعدد الأطراف        | 20 أكتوبر 1993                        | 12 أبريل 1988                 |
|             | الاتحاد الدولي للاتصالات                  | 27 يونيو 1972                         | 1 يوليو 1908                  |
|             | يونسكو                                    | 20 أبريل 1972                         | 4 نوفمبر 1946                 |
|             | البنك الإفريقي للتنمية                    | ?                                     | ?                             |
|             | الأمم المتحدة                             | 9 ديسمبر 1971                         | 24 أكتوبر 1945                |
|             | المركز الدولي لتسوية المنازعات الاستشارية | 22 يناير 1982                         | 14 أكتوبر 1966                |
|             | البنك الدولي للإنشاء والتعمير             | 22 سبتمبر 1972                        | 27 ديسمبر 1945                |
|             | مؤسسة التمويل الدولية                     | 30 سبتمبر 1977                        | 20 يوليو 1956                 |
|             | منظمة الشرطة الجنائية الدولية             | ?                                     | ?                             |
|             | مؤسسة التنمية الدولية                     | 23 ديسمبر 1981                        | 24 سبتمبر 1960                |
|             | الاتحاد البريدي العالمي                   | ?                                     | ?                             |
|             | منظمة حظر الأسلحة الكيميائية              | ?                                     | ?                             |
|             | المنظمة الهيدروغرافية الدولية             | ?                                     | ?                             |
|             | الفريق المعني برصد الأرض                  | ?                                     | ?                             |
|             | منظمة التجارة العالمية                    | ?                                     | ?                             |

## وصلات خارجية
- موقع وزارة الخارجية الإماراتية
- موقع وزارة الخارجية الأمريكية